# Distretto urbano di Nzega
Il distretto urbano di Nzega è un distretto della Tanzania situato nella regione di Tabora. È suddiviso in 10 circoscrizioni (wards) e conta una popolazione di 125 193 abitanti (censimento 2022).

## Suddivisione amministrativa
Il distretto è diviso nelle seguenti circoscrizioni (wards), tra parentesi gli abitanti (censimento 2022):
1. Ijanija (7 634)
2. Itilo (6 667)
3. Kitangili (6 157)
4. Mbogwe (8 024)
5. Miguwa (6 180)
6. Mwanzoli (8 337)
7. Nzega Mjini Magharibi (19 032)
8. Nzega Mjini Mashariki (44 937)
9. Nzega Ndogo (7 666)
10. Uchama (10 559)